# Montanaire
Montanaire est une commune suisse du canton de Vaud située dans le district du Gros-de-Vaud. Elle est créée le 1er janvier 2013 après la fusion de neuf communes.
La localité de Thierrens abrite le siège administratif de la commune.

## Histoire
Lors des référendums du 29 janvier 2012, les communes de Chanéaz, Chapelle-sur-Moudon, Correvon, Denezy, Martherenges, Neyruz-sur-Moudon, Peyres-Possens, Saint-Cierges et Thierrens ont validé leur fusion pour former une nouvelle commune qui a vu le jour le 1er janvier 2013. Son nom est celui d'un lieu-dit situé entre Saint-Cierges et Thierrens, qui signifie petite  montagne ou colline.

### Référendum
Les neuf communes ont approuvé la fusion par référendum. Le tableau ci-dessous donne les résultats par commune, qui deviennent des localités.
| Commune             | inscrits | valables | oui | non | taux d'approbation |
| ------------------- | -------- | -------- | --- | --- | ------------------ |
| Chanéaz             | 74       | 58       | 48  | 10  | 82,7 %             |
| Chapelle-sur-Moudon | 305      | 178      | 153 | 25  | 85,9 %             |
| Correvon            | 77       | 53       | 52  | 1   | 98,1 %             |
| Denezy              | 120      | 91       | 62  | 29  | 68,1 %             |
| Martherenges        | 59       | 49       | 49  | 0   | 100,0 %            |
| Neyruz-sur-Moudon   | 101      | 84       | 77  | 7   | 91,7 %             |
| Peyres-Possens      | 109      | 64       | 55  | 9   | 85,9 %             |
| Saint-Cierges       | 367      | 241      | 193 | 48  | 80,1 %             |
| Thierrens           | 485      | 264      | 210 | 54  | 79,5 %             |
| Total               | 1 697    | 1 082    | 899 | 183 | 83,1 %             |

### Héraldique
| Blason de Montanaire | Blason  | D'argent au chêne de sinople à neuf feuilles nonalobées, englanté de neuf pièces d'or et mouvant d'un mont du second.                   |
| Blason de Montanaire | Détails | Le blason montre un chêne, comme sur celui de Chanéaz. Les neuf feuilles et les neuf glands fait référence aux neuf anciennes communes. |

## Situation
La commune appartient au district du Gros-de-Vaud. Aussi, la commune de Chanéaz appartenait au district du Jura-Nord vaudois. C'est pourquoi le Gros-de-Vaud a vu une augmentation de sa population de 110 habitants.
Autre fait, l'exécutif de la commune est composé d'un collège de neuf membres.

### Articles
- [ECHO] M. S., « Fusion de communes : Plébiscite pour Montanaire », L'Écho du Gros-de-Vaud, no 4,‎ 3 février 2012, p. 1